# Joe Porcaro
Joe Porcaro (29. dubna 1930 Hartford, Connecticut – 6. července 2020) byl americký jazzový bubeník a hudební pedagog.
Měl tři syny, kteří hráli ve skupině Toto: klávesistu Steva, baskytaristu Mika a bubeník Jeffa. I jejich otec se skupinou nahrál několik alb od Turn Back přes Kingdom of Desire nebo také Toto IV. Mimo tři syny měl ještě dceru Joleen Porcaro Duddy. Spolu s dalším pedagogem a bubeníkem Ralphem Humphreyem byl jedním ze zakladatelů Los Angeles Music Academy (LAMA) působící v kalifornské Pasadeně.
Hrál s mnoha hudebníky, mezi které patřili Nancy Sinatra, Pink Floyd, Stan Getz, Gerry Mulligan, Freddie Hubbard, Don Ellis, Frank Sinatra, Sarah Vaughan, Natalie Cole, The Monkees, Howard Roberts, Gladys Knight a Madonna. Rovněž skládal hudbu k filmům.